# Vicariato apostólico de Aguarico
El vicariato apostólico de Aguarico (en latín: Vicariatus Apostolicus Aguaricoënsis) es una circunscripción eclesiástica de la Iglesia católica en Ecuador. Se trata de un vicariato apostólico latino, inmediatamente sujeto a la Santa Sede. Desde el 2 de agosto de 2017 su vicario apostólico es el obispo José Adalberto Jiménez Mendoza, de la Orden de los Hermanos Menores Capuchinos.

## Territorio y organización
El vicariato apostólico tiene 20 000 km² y extiende su jurisdicción sobre los fieles católicos de rito latino residentes en los límites originales del cantón Aguarico (creado en 1945), correspondiente actualmente a la mayor parte de la provincia de Orellana y a algunas localidades del sur de la provincia de Sucumbíos.
La sede del vicariato apostólico se encuentra en la ciudad de Puerto Francisco de Orellana, en donde se halla la Catedral de Nuestra Señora del Carmen.
En 2022 en el vicariato apostólico existían 14 parroquias.

## Historia
La prefectura apostólica de Aguarico fue erigida el 16 de noviembre de 1953 mediante la bula Ex quo tempore del papa Pío XII obteniendo el territorio del vicariato apostólico de Napo, siendo confiada a la Orden de los Hermanos Menores Capuchinos.
El 2 de julio de 1984 la prefectura apostólica fue elevada a vicariato apostólico mediante la bula Haud ignoramus del papa Juan Pablo II.

## Estadísticas
Según el Anuario Pontificio 2023 el vicariato apostólico tenía a fines de 2022 un total de 146 364 fieles bautizados.
| Año                                                                             | Población            | Población | Población      | Sacerdotes | Sacerdotes    | Sacerdotes    | Bautizados por sacerdote | Diáconos permanentes | Religiosos | Religiosos | Parroquias |
| Año                                                                             | Bautizados católicos | Total     | % de católicos | Total      | Clero secular | Clero regular | Bautizados por sacerdote | Diáconos permanentes | Varones    | Mujeres    | Parroquias |
| ------------------------------------------------------------------------------- | -------------------- | --------- | -------------- | ---------- | ------------- | ------------- | ------------------------ | -------------------- | ---------- | ---------- | ---------- |
| 1966                                                                            | ?                    | ?         | ?              | 9          |               | 9             | ?                        |                      |            |            | 6          |
| 1968                                                                            | ?                    | 8553      | ?              | 9          |               | 9             | ?                        |                      | 14         | 14         | 5          |
| 1976                                                                            | 16 212               | 19 400    | 83.6           | 14         |               | 14            | 1158                     | 2                    | 16         | 19         | 3          |
| 1980                                                                            | 22 000               | 25 900    | 84.9           | 13         |               | 13            | 1692                     | 1                    | 14         | 25         | 15         |
| 1990                                                                            | 56 970               | 83 515    | 68.2           | 19         | 3             | 16            | 2998                     |                      | 20         | 32         | 26         |
| 1999                                                                            | 100 200              | 110 600   | 90.6           | 18         | 4             | 14            | 5566                     |                      | 18         | 38         | 11         |
| 2000                                                                            | 104 859              | 116 131   | 90.3           | 18         | 5             | 13            | 5825                     |                      | 18         | 37         | 11         |
| 2001                                                                            | 108 391              | 121 200   | 89.4           | 16         | 5             | 11            | 6774                     |                      | 12         | 44         | 11         |
| 2002                                                                            | 110 000              | 122 000   | 90.2           | 16         | 5             | 11            | 6875                     |                      | 12         | 43         | 11         |
| 2003                                                                            | 104 400              | 120 700   | 86.5           | 19         | 6             | 13            | 5494                     |                      | 17         | 43         | 14         |
| 2004                                                                            | 100 600              | 120 000   | 83.8           | 21         | 7             | 14            | 4790                     |                      | 20         | 43         | 14         |
| 2010                                                                            | 111 000              | 133 900   | 82.9           | 17         | 6             | 11            | 6529                     |                      | 13         | 39         | 12         |
| 2014                                                                            | 127 655              | 147 688   | 86.4           | 17         | 4             | 13            | 7509                     |                      | 17         | 43         | 13         |
| 2017                                                                            | 143 247              | 172 392   | 83.1           | 19         | 5             | 14            | 7539                     |                      | 21         | 46         | 14         |
| 2020                                                                            | 141 769              | 169 446   | 83.7           | 19         | 5             | 14            | 7461                     |                      | 18         | 42         | 14         |
| 2022                                                                            | 146 364              | 174 624   | 83.8           | 20         | 7             | 13            | 7318                     |                      | 17         | 44         | 14         |
| Fuente: Catholic-Hierarchy, que a su vez toma los datos del Anuario Pontificio. |                      |           |                |            |               |               |                          |                      |            |            |            |

## Episcopologio
- Igino Gamboa, O.F.M. Cap. † (30 de marzo de 1954-1965 renunció)
- Alejandro Labaka Ugarte, O.F.M. Cap. † (22 de enero de 1965-26 de junio de 1970 renunció)
- Jesús Langarica Olagüe, O.F.M. Cap. † (26 de junio de 1970-1982 renunció)
- Alejandro Labaka Ugarte, O.F.M. Cap. † (2 de julio de 1984-2 de julio de 1987 falleció)
  - Sede vacante (1987-1990)
- Jesús Esteban Sádaba Pérez, O.F.M. Cap. (22 de enero de 1990-2 de agosto de 2017 retirado)
- José Adalberto Jiménez Mendoza, O.F.M. Cap., desde el 2 de agosto de 2017